# Bande passante
Pour les articles homonymes, voir bande.
Ne doit pas être confondu avec largeur de bande.
En électronique, la bande passante d'un système est l'intervalle de fréquences dans lequel l'affaiblissement du signal est inférieur à une valeur spécifiée. C'est une façon sommaire de caractériser la fonction de transfert d'un système, pour indiquer la gamme de fréquences qu'un système peut raisonnablement traiter.
Il faut distinguer la bande passante de la largeur de bande, d'une définition plus générale et qui concerne aussi bien les systèmes que les signaux.
Par analogie, dans le domaine des réseaux informatiques, spécialement les accès à internet à haut débit, on utilise le terme bande passante pour désigner le débit binaire maximal d'une voie de transmission. La ligne de transmission jusqu'à l'usager est le composant déterminant. La notion de bande passante s'applique mal aux lignes de transmission, qui atténuent progressivement les fréquences et connaissent des phénomènes de déphasage et de réflexion d'ondes, et dont le débit numérique dépend en outre du niveau de bruit de fond.

## Largeur de bande et bande passante
On définit la largeur de bande d'un signal par l'analyse spectrale ou par tout autre moyen. On aboutit à un résultat qui peut être une densité spectrale de puissance ou toute autre représentation détaillée des fréquences qui peuvent se trouver dans le signal. La largeur de bande résume ces résultats par une expression du genre

« Les composantes fréquentielles d'amplitude supérieure à 1 % du maximum du signal sont toutes entre 20 Hz et 16 kHz. »

La limite d'amplitude des composantes exprime le fait que ce qui est hors de l'intervalle est négligeable. La plupart du temps, on ne l'indique pas, et on indique « largeur de bande : 20 Hz–16 kHz ».
Pour traiter convenablement ce signal, compte tenu de la tolérance, on doit utiliser un système dont la bande passante est similaire. Si la bande passante du système est plus étroite, le signal se trouve déformé, et pour le reconstituer, il faut lui appliquer un filtrage qui va augmenter le bruit de fond. D'autre part, augmenter la bande passante du système, c'est augmenter sa sensibilité aux interférences et son prix et diminuer sa stabilité.
Un système dont la bande passante est 20 Hz–20 kHz convient pour un signal dont la largeur de bande est 20 Hz–16 kHz.
La petite marge assure que le système traite convenablement les plus hautes fréquences du signal.

## Traitement du signal
La bande passante est l'intervalle, mesurée en hertz, entre la fréquence de coupure haute d'un système et la fréquence de coupure basse. Elle est habituellement notée B ou BP.

Bande passante à -3 dB.

La bande passante dépend de la définition adoptée pour la fréquence de coupure. Quand on s'intéresse plus à la transmission correcte des signaux en deçà de la fréquence de coupure, qu'à la suppression des signaux au-delà, on définit souvent la fréquence de coupure comme celle ou la puissance est divisée par deux (−3 décibels) par rapport au niveau nominal.

### Bande passante à−3dB
La bande passante à −3 décibels d'un amplificateur est le domaine de fréquence où le gain en puissance est au moins égal à la moitié du gain maximal. La valeur du gain en décibels est par définition dix fois le logarithme décimal du rapport des puissances. Une division par deux correspond donc à
{\displaystyle \textstyle 10\log _{10}{\frac {1}{2}}\approx -3{\text{dB}}}
La puissance, sur une charge résistive, est proportionnelle au carré de la tension. La bande passante correspond à la région où le gain en tension est au moins égal au gain maximum divisé par √2, soit −3 dB , puisque pour les grandeurs de champ — tension ou intensité —, la valeur en décibels se calcule en multipliant le logarithme décimal du rapport par 20.

### Autres définitions
Pour répondre à d'autres besoins, comme la suppression des signaux hors bande, ou une évaluation de l'importance perçue du signal transmis, on peut définir des bandes passantes plus larges ou plus étroites. Il faut alors le préciser.
De manière plus générale, la bande passante à -x dB est la gamme de fréquences où le gain du filtre est supérieur au gain maximum divisé par 10x/20, par exemple pour −3 dB : 100,15 ≈ {\displaystyle {\sqrt {2}}} (≈1,41).